# مسابقه آواز یوروویژن ۱۹۵۸
مسابقه آواز یوروویژن ۱۹۵۸ ۳مین دوره از مسابقات آواز یوروویژن بود که در  AVRO Studios ، هیلفرسوم، Netherlands برگزار شد. برنده آن کشور فرانسه بود. 